# 維列斯
維列斯或譯韦莱斯（羅馬化：Veles），是斯拉夫神话中一个主要的神，被认为是大地，水，森林和冥界之神。 在人们的想象中他重毛发，长着胡子，黑暗并且经常和牛群、收获、财富、音乐、魔法和诡计联系起来。他被认为和古老印欧神话中的密特拉，以及北欧神话中的洛基相关联，可能是这些神在斯拉夫本土神话的演变。   一些学者认为韦莱斯与斯拉夫神话中的雷神霹隆对立。 韦莱斯的神树是柳树，而霹隆的神树则是橡树。

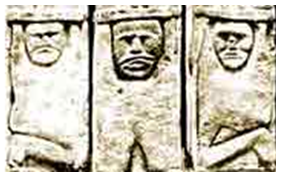
可能的韦莱斯的图像-Triglav (mythology) from lower part of Zbruch Idol

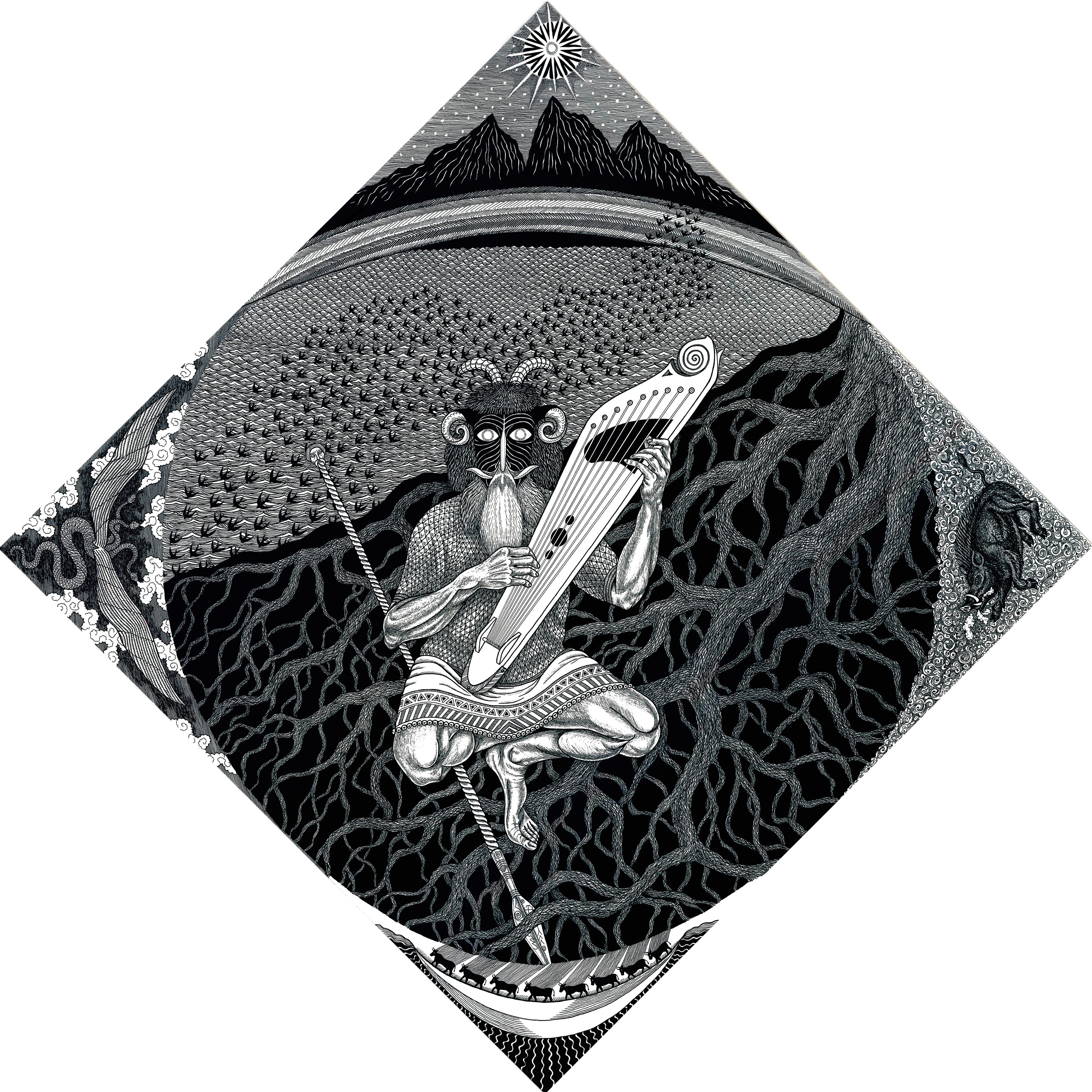
后人对韦莱斯的想象